# Yokozuna (đô vật)
Rodney Agatupu Anoa'i (2 tháng 10 năm 1966 – 23 tháng 10 năm 2000) là một đô vật chuyên nghiệp người Mỹ nổi tiếng trong thời gian thi đấu tại World Wrestling Federation (WWF) với danh xưng Yokozuna. Danh xưng của anh bắt nguồn từ yokozuna, đẳng cấp cao nhất trong sumo chuyên nghiệp Nhật Bản. Anh là nhà vô địch thế giới hai lần trong sự nghiệp đấu vật chuyên nghiệp của mình.
Dù nhân vật Yokozuna được khắc hoạ là một nhà vô địch sumo, nhưng Anoa'i chưa bao giờ đấu như một Sumotori thực sự. Do Yokozuna đấu vật như một đô vật Nhật Bản, nhưng thực tế anh là người Mỹ gốc Samoa và do đó được quảng cáo là đến từ Polynesia. Tuy nhiên, anh được quản lý bởi đô vật người Nhật, Mr. Fuji (thực tế là người Mỹ gốc Nhật), người luôn đến võ đài cùng Yokozuna với một xô muối gỗ và lá cờ Nhật Bản.
Trong WWF, Anoa'i là nhà vô địch WWF World Heavyweight Championship và hai lần WWF Tag Team Championship (với Owen Hart), là người chiến thắng Royal Rumble 1993. Anoa'i là đô vật người Samoa đầu tiên giữ đai WWF World Heavyweight và chiến thắng Royal Rumble. Anh đánh bại các WWE Hall of Famer Bret Hart và Hulk Hogan, trong các sự kiện chính pay-per-view tại WrestleMania IX và King of the Ring (1993), để giành hai đai vô địch hạng nặng thế giới, và cũng đánh bại Bret Hart tại WrestleMania X. Anh là người thứ ba sau Brock Lesnar và Sheamus giành đai WWF hoặc WWE nhanh nhất sau khi ra mắt. Anoa'i đã được giới thiệu vào WWE Hall of Famer lớp 2012.

## Sự nghiệp đấu vật chuyên nghiệp

### Các chương trình đấu vật khác nhau (1984–1992)
Anoa‘i bắt đầu sự nghiệp đấu vật chuyên nghiệp khi anh lớn lên trong một gia đình toàn đô vật, gia tộc Anoa‘i. Những người chú của anh là Afa và Sika, The Wild Samoans, những người đã huấn luyện anh ngay từ khi còn nhỏ để nối nghiệp gia tộc. Anoa‘i lấy tên là Great Kokina khi tham gia đấu vật tại Nhật. Anh dành một khoảng thời gian ở Mexico, học nghề và tích lũy kinh nghiệm cần thiết để trở thành một ngôi sao trong bộ môn thể thao này. Anh từng một lần xuất hiện tại Jimmy Crockett Promotion vào ngày 12 tháng 8 năm 1987, đối mặt với Ron Simmons tại một house show. Lần tham gia vào một chương trình đấu vật chuyên nghiệp lớn ở Hoa Kỳ là American Wrestling Association (AWA) là Kokina Maximus. Đấu vật như siêu sao người Samoa, anh được quản lý bởi Sheik Adna El Kassey. Theo cốt truyện, anh phải chịu trách nhiệm về việc Greg Gagne bị gẫy chân và kết thúc sự nghiệp của anh ta. Năm 1991, Anoa‘i, lúc đó là Kokina Maximus được coi là đô vật Samoa lớn nhất từ trước đến nay.

### World Wrestling Federation (1992–1998)

#### WWF Championship (1992–1994)

Yokozuna (trái) và Mr. Fuji (phải) trong tập đầu tiên của Monday Night Raw.

Anoa‘i ra mắt World Wrestling Federation (WWF) lần đầu tiên ngày 1 tháng 9 năm 1992, trong một trận đấu không phát sóng trên truyền hình, tại WWF Superstars ở Hershey, Pennsylvania. Anh vẫn để tên là Kokina, và đánh bại Ron Neal ; đây sẽ là lần cuối cùng anh sử dụng tên này trước khi đổi tên thành Yokozuna.
Yokozuna ra mắt Superstars vào ngày 31 tháng 10 năm 1992, được quản lý bởi Mr. Fuji, anh bước ra võ đài với diện mạo của một sumo cùng lá cờ Nhật, dù WWF đã khéo léo luồn ghép với nguồn gốc Samoa. Anh ra mắt một sự kiện pay-per-view là tại Survivor Series, dễ dàng đánh bại Virgin – người có trọng lượng cơ thể hạn chế hơn anh rất nhiều. Anh tham gia Royal Rumble 1993, loại Randy Savage để thắng trận Royal Rumble, càng khiến anh trở thành một nhân vật nổi bật với sức mạnh của mình.